# Tour de France 2010/17. Etappe
Die 17. Etappe der Tour de France 2010 am 22. Juli führte über 174 km von Pau auf die Passhöhe des Col du Tourmalet. Auf dieser Bergetappe gab es zwei Sprintwertungen und vier Bergwertungen, davon eine der Hors Catégorie, zwei der 1. Kategorie und eine der 4. Kategorie. Mit dem Tourmalet wurde erneut der höchste Punkt der diesjährigen Tour de France auf 2115 Meter erreicht. Der Gewinner dieser Bergwertung bekam den Sonderpreis Souvenir Henri Desgrange. Wie bei der Voretappe gingen 172 der 198 gemeldeten Teilnehmer an den Start.

## Rennverlauf
Um 12:30 Uhr erreichten die Fahrer nach einer 6,8 km langen Fahrt durch die neutrale Zone die Null-Kilometer-Marke. Wieder versuchten einige Fahrer sofort wegzufahren, darunter Tony Martin, aber zunächst wurde niemand weggelassen. Kristijan Koren unternahm einen weiteren Ausreißversuch. Er wurde von den sechs Fahrern Juan Antonio Flecha, Edvald Boasson Hagen, Alexander Kolobnew, Marcus Burghardt, Rémi Pauriol und Rubén Pérez verfolgt. Das Feld ließ die Gruppe ziehen und an der ersten Bergwertung, die Kolobnew gewann, hatte das Septett schon über drei Minuten Vorsprung. Dort versuchten sich vom Feld José Iván Gutiérrez, Daniel Lloyd und Stéphane Augé zu lösen. Durch die Tempoarbeit vom Team RadioShack wurde das Trio aber wieder eingefangen. Danach nahm Astana wieder die Kontrolle. Unterdessen verließ Simon Špilak die Rundfahrt. Ignatas Konovalovas versuchte eine neue Attacke. Im Feld stürzte Samuel Sánchez schwer, konnte allerdings wieder aufs Rad steigen. Das Feld nahm Tempo raus und Sánchez wurde von seinem Team wieder nach vorn gefahren. Unterdessen fuhr Carlos Sastre zu Konovalovas nach vorn.
Boasson Hagen gewann die erste Sprintwertung. Der Vorsprung der Gruppe stieg weiter und wuchs vor der zweiten Bergwertung, dem Col de Marie-Blanque, auf über neun Minuten. Im Verfolgerduo, das weiterhin über drei Minuten Rückstand auf die Spitze hatte, ließ Sastre am Anstieg seinen Begleiter zurück, der sich später wieder ins Feld zurückfallen ließ. Sastre war nun auf sich allein gestellt und kam zunächst nicht näher an die Spitzengruppe heran. Im Feld verloren bereits die ersten Fahrer den Anschluss. In der Spitzengruppe gewann Flecha vor Koren und Pauriol die Bergwertung. Sastre sicherte sich noch die letzten fünf Punkte und hatte seinen Rückstand auf dem Gipfel bis auf 1:20 Minuten verringert. Auch das Feld verkürzte den Abstand wieder etwas, in dem Omega Pharma-Lotto und das Team Saxo Bank die Führung übernahmen. In der flachen Passage vor dem nächsten Pass verlor Sastre gegenüber der Spitzengruppe wieder an Boden. Sein Rückstand vergrößerte sich auf über vier Minuten und auch das Feld fuhr wieder näher an ihn heran.
Im Anstieg zum Col du Soulor machte Astana wieder die Tempoarbeit. Die im Flachen wieder aufgeschlossenen Fahrer fielen nun erneut aus dem Hauptfeld zurück und bildeten das Gruppetto. Nun konnten unter anderem auch Jaroslaw Popowytsch und Sylwester Szmyd das Tempo nicht mehr mitgehen. Sastre machte im Anstieg wieder Zeit auf die Spitzengruppe gut. Dort führte zunächst Burghardt, dann erhöhte Kolobnew das Tempo, dem zunächst Pauriol, dann aber auch die anderen folgten. Vor dem Feld überquerte eine Herde Schafe die Straße, wodurch es kurzzeitig Tempo rausnehmen musste, es kam dabei allerdings niemand zu Schaden. Die Bergwertung gewann in der Spitzengruppe Burghardt vor Koren und Pérez. Knapp drei Minuten später erreichte Sastre die Bergwertung und holte sich damit erneut die letzten fünf Punkte. Rund eineinhalb Minuten später folgte das von Stuart O’Grady angeführte Feld, das in der Abfahrt wegen mäßigen Tempos auf nasser Straße wieder etwas Zeit verlor. In der flachen Passage gewann Boasson Hagen auch die zweite Sprintwertung des Tages. Der Rückstand von Sastre wuchs im Flachstück wieder stetig an, noch vor dem Schlussanstieg wurde er nach knapp 120 Kilometern Alleinfahrt zwischen Spitzengruppe und Feld von diesem wieder eingeholt.
Knapp vier Minuten vor dem Feld erreichte die von Boasson Hagen geführte Spitzengruppe den Anstieg zum Col du Tourmalet. Das Feld fuhr mit Astana an der Spitze in den Anstieg. Zwischenzeitlich beteiligte sich auch das Team Rabobank an der Führungsarbeit, während Sastre den Anschluss verlor. An der Spitze verloren nach und nach einige Fahrer den Anschluss und es bildete sich ein Duo aus Kolobnew und Burghardt. Fabian Cancellara übernahm die Führung im Feld. Christophe Moreau fiel zurück, wodurch Anthony Charteau sich endgültig das Gepunktete Trikot sicherte, da nach dieser Etappe keine Bergpunkte mehr vergeben wurden. Als Chris Anker Sørensen die Tempoarbeit im Feld übernahm, fielen Cadel Evans und Ivan Basso ebenfalls zurück. Kolobnew und Burghardt fuhren weiter an der Spitze, während das Feld nach und nach ihre ehemaligen Begleiter einsammelte. Vorn setzte Kolobnew sich von Burghardt ab und war nun allein unterwegs. Das Feld wurde immer kleiner, auch Alexander Winokurow ließ nun reißen. Jakob Fuglsang erhöhte das Tempo und die Favoritengruppe schrumpfte immer weiter. Rund zehn Kilometer vor dem Ziel griff Carlos Barredo an. Andy Schleck setzte nach und nur Alberto Contador konnte ihm folgen. Hinter ihnen befand sich Joaquim Rodríguez. Schleck machte weiterhin Tempo, konnte Contador aber nicht von seinem Hinterrad abschütteln. Das Duo überholte schließlich auch den bis zu diesem Zeitpunkt Führenden Kolobnew. Schnell wuchs ihr Vorsprung auf über eine Minute auf die Gruppe der übrigen Klassementfahrer an, die von Robert Gesink angeführt wurde. Kurzzeitig griff Contador Schleck an, aber auch dieser konnte seinen Konkurrenten nicht abschütteln. Schleck übernahm wieder die Führung und fuhr vor Contador, der nicht in den Sprint um den Etappensieg eingriff, als Erster ins Ziel. In der Verfolgergruppe setzte Joaquim Rodríguez sich von seinen Begleitern ab und kam mit 1:18 Minuten Rückstand als Dritter ins Ziel. Der Fünftplatzierte Samuel Sánchez konnte acht Sekunden auf Denis Menschow herausfahren. Lance Armstrong erreichte das Ziel als 17. mit 4:12 Minuten Rückstand.

## Sprintwertungen
- 1. Zwischensprint in Bidos (Kilometer 33) (218 m)

| Erster  | Edvald Boasson Hagen | 6 Pkt. |
| Zweiter | Juan Antonio Flecha  | 4 Pkt. |
| Dritter | Alexander Kolobnew   | 2 Pkt. |
- 2. Zwischensprint in Adast (Kilometer 141,5) (470 m)

| Erster  | Edvald Boasson Hagen | 6 Pkt. |
| Zweiter | Alexander Kolobnew   | 4 Pkt. |
| Dritter | Rémi Pauriol         | 2 Pkt. |
- Ziel am Col du Tourmalet (Kilometer 174) (2115 m)

| Erster   | Andy Schleck          | 20 Pkt. |
| Zweiter  | Alberto Contador      | 17 Pkt. |
| Dritter  | Joaquim Rodríguez     | 15 Pkt. |
| Vierter  | Ryder Hesjedal        | 13 Pkt. |
| Fünfter  | Samuel Sánchez        | 12 Pkt. |
| Sechster | Denis Menschow        | 10 Pkt. |
| Siebter  | Robert Gesink         | 9 Pkt.  |
| Achter   | Christopher Horner    | 8 Pkt.  |
| Neunter  | Jurgen Van Den Broeck | 7 Pkt.  |
| Zehnter  | Roman Kreuziger       | 6 Pkt.  |
| 11.      | Damiano Cunego        | 5 Pkt.  |
| 12.      | Nicolas Roche         | 4 Pkt.  |
| 13.      | Andreas Klöden        | 3 Pkt.  |
| 14.      | John Gadret           | 2 Pkt.  |
| 15.      | Kanstanzin Siuzou     | 1 Pkt.  |

## Bergwertungen
- Côte de Renoir, Kategorie 4 (Kilometer 13,5; 347 m; 2,2 km à 6 %)

| Erster  | Alexander Kolobnew  | 3 Pkt. |
| Zweiter | Rémi Pauriol        | 2 Pkt. |
| Dritter | Juan Antonio Flecha | 1 Pkt. |
- Col de Marie-Blanque, Kategorie 1 (Kilometer 56,5; 1035 m; 9,3 km à 7,6 %)

| Erster   | Juan Antonio Flecha  | 15 Pkt. |
| Zweiter  | Kristijan Koren      | 13 Pkt. |
| Dritter  | Rémi Pauriol         | 11 Pkt. |
| Vierter  | Rubén Pérez          | 9 Pkt.  |
| Fünfter  | Alexander Kolobnew   | 8 Pkt.  |
| Sechster | Marcus Burghardt     | 7 Pkt.  |
| Siebter  | Edvald Boasson Hagen | 6 Pkt.  |
| Achter   | Carlos Sastre        | 5 Pkt.  |
- Col du Soulor, Kategorie 1 (Kilometer 117,5; 1474 m; 11,9 km à 7,8 %)

| Erster   | Marcus Burghardt     | 15 Pkt. |
| Zweiter  | Kristijan Koren      | 13 Pkt. |
| Dritter  | Rubén Pérez          | 11 Pkt. |
| Vierter  | Rémi Pauriol         | 9 Pkt.  |
| Fünfter  | Juan Antonio Flecha  | 8 Pkt.  |
| Sechster | Alexander Kolobnew   | 7 Pkt.  |
| Siebter  | Edvald Boasson Hagen | 6 Pkt.  |
| Achter   | Carlos Sastre        | 5 Pkt.  |
- Col du Tourmalet, Hors Catégorie (Kilometer 174; 2115 m; 18,6 km à 7,5 %)

| Erster   | Andy Schleck          | 40 Pkt. |
| Zweiter  | Alberto Contador      | 36 Pkt. |
| Dritter  | Joaquim Rodríguez     | 32 Pkt. |
| Vierter  | Ryder Hesjedal        | 28 Pkt. |
| Fünfter  | Samuel Sánchez        | 24 Pkt. |
| Sechster | Denis Menschow        | 20 Pkt. |
| Siebter  | Robert Gesink         | 16 Pkt. |
| Achter   | Christopher Horner    | 14 Pkt. |
| Neunter  | Jurgen Van Den Broeck | 12 Pkt. |
| Zehnter  | Roman Kreuziger       | 10 Pkt. |

## Aufgaben
- 209 – Simon Špilak (Lampre-Farnese Vini): Aufgabe während der Etappe